# Ben Bradshaw
Benjamin Peter James Bradshaw (sinh ngày 30 tháng 8 năm 1960) là một chính khách của Đảng Lao động Anh, là thành viên của Quốc hội (MP) cho Exeter từ năm 1997 và là Bộ trưởng Bộ Văn hóa, Truyền thông và Thể thao từ năm 2009 đến 2010. Trước khi tham gia chính trường, ông làm phóng viên của BBC Radio.

## Tuổi thơ
Vào ngày 24 tháng 6 năm 2006, Bradshaw và cộng sự của anh, Neal Dalgleish, một nhà sản xuất của BBC, đăng ký hợp tác dân sự. Ông là một trong những nghị sĩ đầu tiên làm như vậy, và ông là Bộ trưởng Nội các đầu tiên trong quan hệ đối tác dân sự. Bradshaw đã yêu cầu Giáo hội Anh làm rõ liệu một thành viên của giáo sĩ Giáo hội Anh kết hôn với bạn tình đồng giới sẽ bị kỷ luật hay nói xấu.
Anh trai của Bradshaw là Jonathan Bradshaw, CBE, Giáo sư danh dự về chính sách xã hội tại Đại học York.